# Љубомир Тадић
Љубомир Тадић (Смријечно, 14. мај 1925 — Београд, 31. децембар 2013) био је српски професор филозофије и академик. Најзначајнији допринос је дао у области: филозофије права, политичкој науци, теорији реторике, теорији јавности и јавног мњења. Важан део архиве академика Тадића налази се Музеју Југославије и у Удружењу за културу, уметност и међународну сарадњу Адлигат.

## Биографија
Рођен је 14. маја 1925. године у селу Смријечно, код Плужина у Црној Гори. Његов отац Павле био је поручник војске Црне Горе.
Основну школу је завршио у родном месту. Пошто је у међувремену избио Други светски рат, прекинуо је школовање и 1941. са 16 година отишао у партизане. Носилац Партизанске споменице 1941. Током рата више чланова његове породице је убијено.
Гимназију је завршио у Сарајеву 1946. године, а право је студирао у Сарајеву и Београду. Дипломирао је 1952, а докторирао 1959. године.
Каријеру је почео 1954. године као асистент на Правном факултету у Сарајеву, а убрзо је постао и ванредни професор. Године 1962. постао је виши саветник и Институту друштвених наука у Београду.
Године 1968. био је један од предводника студентског протеста, а 1974. је због „неподобности“ удаљен са факултета.Један од оснивача Института за филозофију и друштвену теорију Универзитета у Београду.
Од 1985. је био дописни, а од 1994. редовни члан Српске академије наука и уметности. Уз др Драгољуба Мићуновића један је од високих интелектуалаца који су учествовали у обнови Демократске странке у децембру 1989. године.
Љубомир Тадић је био члан Сената Републике Српске од 1996. године.
Активно се залагао за очување државног заједништва Србије и Црне Горе у оквиру некадашње Савезне Републике Југославије (1992-2003), а потом и у оквиру Државне заједнице Србије и Црне Горе (2003-2006). Почетком 2001. године, изабран је за председника Одбора за одбрану једнаких права држављана Црне Горе, а почетком 2005. године постао је председник огранка Покрета за европску државну заједницу Србије и Црне Горе у Србији.
Године 2006. издао је први од шест томова своје књиге „Филозофија права“. Уредник његових сабраних дела је био Триво Инђић, његов бивши асистент.
Преминуо је у Београду у ноћи 30/31. децембра 2013. године. Сахрањен је 4. јануара 2014. на Новом гробљу у Београду.
Љубомир Тадић је имао ћерку Вјеру и сина Бориса Тадића, бившег председника Србије. Супруга му је била Невенка Тадић.
О његовом делу писали су Војислав Становчић, Илија Вујачић, Јован Бабић, Драган Симеуновић, Богољуб Шијаковић, Александар Прњат, Јовица Тркуља, Тодор Куљић и многи други.
Један је од људи којима је Добрица Ћосић посветио поглавље у свом роману Пријатељи.

## Архива академика Љубомира Тадића
Невенка Тадић је у неколико наврата Удружењу „Адлигат” поклањала књиге из своје личне библиотеке, као и библиотеке свог покојног супруга академика Тадића. Осим тога, Удружењу је поклонила и део његове архиве, фотографије из породичних албума од историјског значаја, али и личне предмете супруга попут наочара и оловки.

## Дела
- Филозофске основе правне теорије Ханса Келсена: прилог критици „Чисте теорије права“, Веселин Маслеша, 1962
- Предмет правних наука, Институт друштвених наука, 1966
- Поредак и слобода: прилози критици политичке свести, Култура, 1967
- Традиција и револуција, Српска књижевна задруга, 1972
- Право, природа и историја, Филозофско друштво Србије, 1977
- Филозофија права, Напријед, 1983
- Филозофија права, (Брајево писмо) у четири свеске, Филип Вишњић, 1984
- Да ли је национализам наша судбина, Мултипринт, 1986
- Ауторитет и оспоравање, Филип Вишњић, Напријед, 1987
- Оглед о јавности, Универзитетска ријеч, Просвета, 1987
- Наука о политици: основни појмови и проблеми, Рад, 1988
- The Comintern and the National Question in Yugoslavia, Serbian Heritage Academy, 1989
- Јавност и демократија, Универзитетска ријеч, Слобода, 1990
- О великосрпском хегемонизму, Стручна књига, Политика, 1992
- Реторика: увод у вештину беседништва, Филип Вишњић, Институт за филозофију и друштвену теорију, Напредак, 1995
- Политиколошки лексикон: основни појмови науке о политици, Завод за уџбенике и наставна средства, 1996
- Филозофија у свом времену, Филип Вишњић, Напредак, 1998
- У матици кризе: интервјуи 1968- 1998, Чигоја штампа, 1999
- Полемике, Гутенбергова Галаксија, Гораграф, 2000
- Загонетка смрти: смрт као тема религије и филозофије, Филип Вишњић, 2003.
- Наука о политици, Завод за уџбенике, Службени гласник, 2007
- Криза и „великосрпски хегемонизам“, Завод за уџбенике, Службени гласник, 2008
- Изабрана дела - том I - Филозофија права[14]
- Изабрана дела - том II - Поредак, ауторитет и слобода
- Изабрана дела - том III - Традиција, легитимност и револуција
- Изабрана дела - том IV - Наука о политици
- Изабрана дела - том V - Јавност и реторика
- Изабрана дела - том VI - Филозофија у времену и загонетка смрти
- Изабрана дела - том VII - Криза и „великосрпски хегемонизам“